# 澳門歷史
澳門歷史是指澳門範圍內從史前時期到2000年代的澳門地理、面貌、事物和人民生活等重大變遷。結合歷史記載和考古發掘，證實澳門已有着至少5000多年的歷史；有一個現象值得注意的是，澳門甚少發現秦漢至隋代的文物，而唐代及以後的文物出土則較多，推測這跟澳門古時的地理環境和人口遷移有關。從十六世紀葡萄牙人抵達澳門以來，澳門便成為東方其中一個重要的港口。西方與華人在此地進行貿易，也為東西方文化的交流及共存提供了重要的平台，這種交流及共存亦塑造澳門本身獨特的個性，以及豐富多元的歷史文化。
在葡萄牙人抵達澳門之前，已有華人漁民和農民在這裏生活（蜑家人和客家人）。南宋末年，宋元兩軍曾在澳門附近的水域（十字門）展開水戰，當時隨南宋軍隊逃亡的客藉難民，軍眷便成為九澳和路環的居民。而福佬人自回歸後移民來澳，澳門更有相關文獻記載。自1557年起，葡萄牙人便逐步在澳門定居，使澳門成為一個有規模的商業城市。澳門是歐洲在中國最早的據點，亦是中國、歐洲和日本之間重要的貿易中轉站，為葡萄牙人帶來了極大的商業和戰略價值。
澳門開埠以來，澳門的重要性不斷提高，歐洲列強荷蘭和英國等也曾試圖佔領澳門。澳門的發展在十六世紀和十七世紀初達到了顛峰。到了十九世紀，由於鄰近的香港被英國佔據及開通，澳門在國際貿易上的地位便開始被香港取代並快速下滑。1865年，澳門建成南中國海岸的第一座燈塔——東望洋燈塔。1887年，清政府與葡萄牙王國在北京簽署了《中葡和好通商條約》，官方認可了葡萄牙永久佔領澳門的主權。1999年，澳門主權移交至中華人民共和國，澳門特別行政區成立。
澳門各段歷史時期示意圖（1540年起）

## 早期歷史

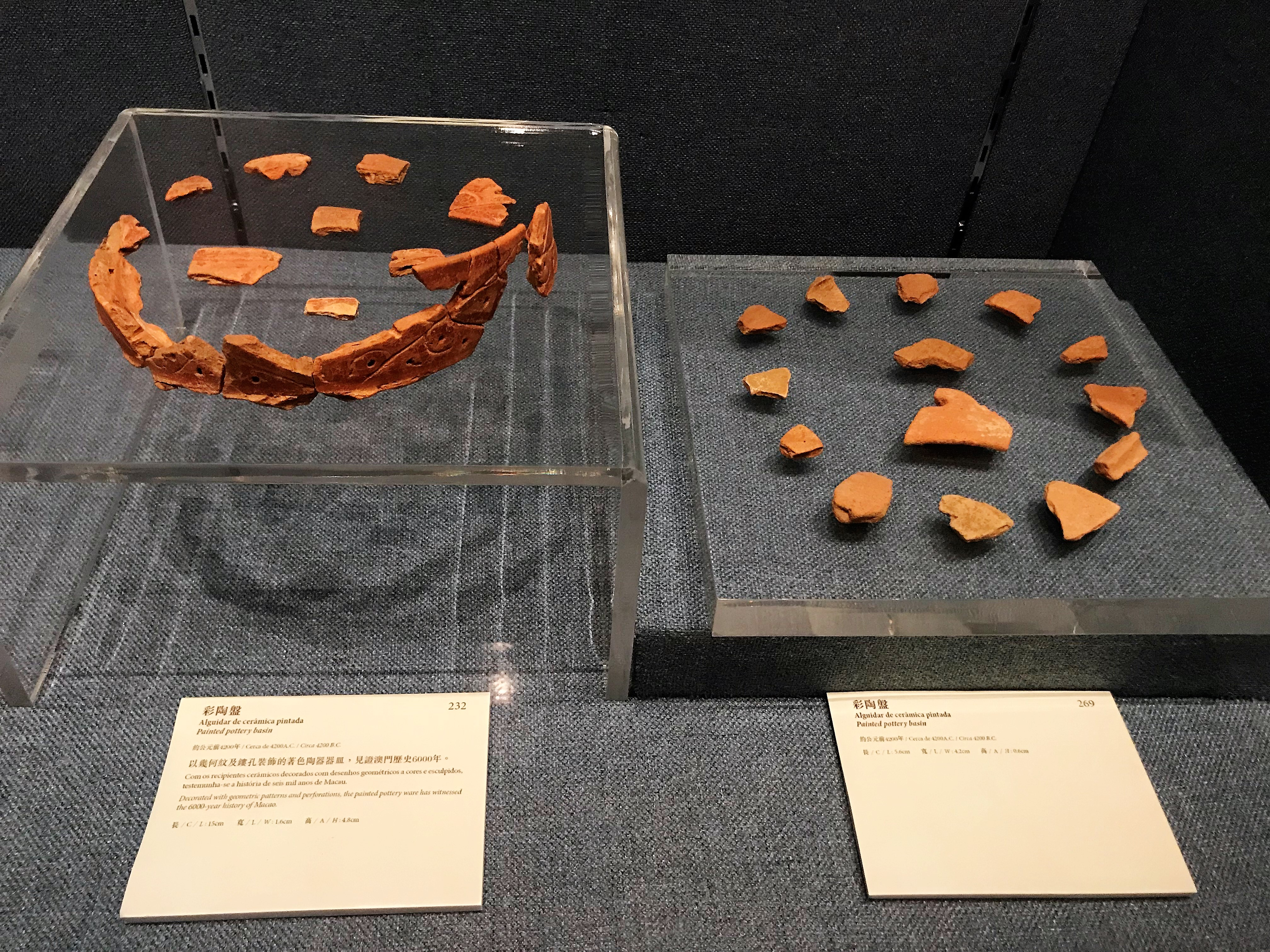
在路環出土的史前彩陶碎片，有6000多年的歷史

1970年代起，有多次考古工作在澳門展開，在澳門離島路環和氹仔等地發現了不少石器、陶器，時間約為新石器時代至西周時期，將澳門出土的彩陶與內陸地區所出土的文物比較，更顯示與鄰近地區的文物屬相同的文化體系，均源自長江流域的大溪文化。1995年和2006年，香港中文大學和澳門大學師生在路環黑沙公園內挖掘出完整的玉器作坊遺址。並推斷在公元前4000至公元前2000年期間已經有人在澳門居住。
澳門古稱濠鏡澳，與香山縣的歷史關係極其密切。在春秋戰國時期，香山已屬百粵海嶼之地。至秦始皇統一中原後，澳門屬南海郡番禺縣。420年（晉朝元熙二年），澳門屬新會郡封樂縣地。590年（隋朝開皇十年），废新會郡改屬寶安縣地，
值得一提的是，澳門目前未有發现過秦漢至隋代文物，澳門出土過唐代及兩宋時期文物. 公元757年（唐朝至德二年），廢寶安縣，改為東莞縣轄。自南宋開始，澳門屬廣東省香山縣。據史料記載，宋末名將張世傑與軍隊曾在此一帶駐紮；早期在澳門定居的人主要倚靠捕魚與務農種植為生，在此形成小村落，由於長期在大海中飄泊，十分渴望有神明保佑，因此媽祖信仰便進入澳門。

## 葡治澳門時期

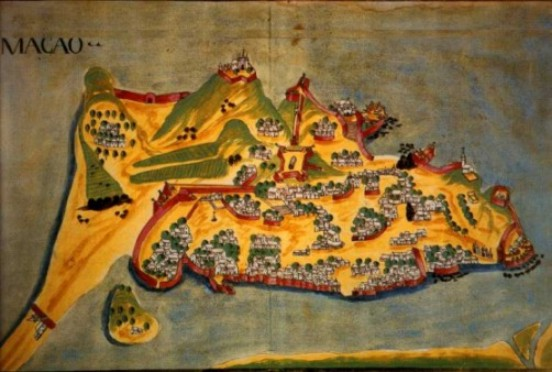
1639年的澳門地圖

### 鴉片戰爭前

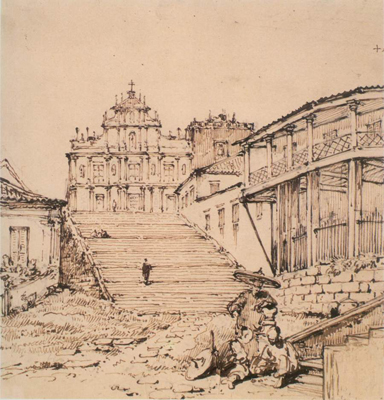
19世紀畫家錢納利筆下的聖保祿學院

15世紀和16世紀是地理大發現時期，也是葡萄牙帝國的黃金年代。葡萄牙王國欲在中國建立一個殖民據點，以「佛朗機」（Frank）之名，經過多次對中國的調查後最初選定了屯門，並在1517年展開入侵，佔領了一段時間後於屯門海戰敗於明廷水師，被明廷取回屯門。葡萄牙人欲在漳州建立據點，同樣失敗而回，轉回廣東珠江口外活動，後來退至澳門。葡萄牙人正式在澳門定居的時間說法不一，主要有1535年、1553年及1557年三說。大約是在1553年（或者1554年）左右，以船遇風暴，貨物被水浸濕為由要求濠鏡借地晾曬貨物，官員一口答應，自此便賴著不走。當時葡萄牙人索薩與受賄的明朝官員汪柏簽定拹議，把佛朗機改稱為葡都麗加，以規避明朝當時不准與佛朗機貿易的命令。這個協議可能是口頭協議，目前找不到原件，關於此協議的資料主要來自1556年索薩詳述交涉過程的一封長信。（参见1554年的中葡协定）1554年明政府批准汪柏的請求，允許葡萄牙人在廣東沿海進行貿易，條件是每年須向明政府進貢。當時葡萄牙人已開始在澳門進行貿易和修建洋房居住。當時明朝實行閉關鎖國的政策，所以傳教士未能獲准進入中國傳教前，都停留在澳門。1557年葡萄牙人以每年500兩（同白銀20公斤）收買當地官員，租下澳門半島南部的居留區，後官府將這筆地租載入萬歷年間刊行的《廣東賦役全書》。
1574年（明萬曆二年）廣東香山縣在葡萄牙居留區的北方邊界建關閘，派官兵駐守，嚴格限制外國人入境。
1580年羅明堅神父首次跟隨葡萄牙商人前往廣州。同年葡萄牙被西班牙吞併組成共主聯邦。同年居澳葡人自行選舉法官，在澳門實施葡國法律，是居澳葡人在澳門建立自治架構的一次嘗試。
1583年羅明堅與利瑪竇、巴范濟神父獲准入居廣東肇慶活動；同年根據葡萄牙的城市自治法令，亦成立了澳門議事會進行葡萄牙社區的自治管理，得到葡屬印度總督馬士加路也（D.Francisco Mascarenhas）的認可。1586年居澳葡人又向葡屬印度總督爭取到部分自治權。
明政府早期對葡萄牙人嚴格管治，葡萄牙人不能買賣土地、每年需繳付500兩白銀予明政府及其後的清政府為地租、房屋修建須經過明政府批准，甚至摧毀葡萄牙人自行修建的城牆，限定只能居住在澳門南方，由果亞親王管轄。1601年，荷蘭欲取澳門為遠東根據地，艦隊進攻澳門但失敗。到1616年，西班牙任命罗伯斯·卡拉斯科（又譯卡洛告）為澳門總督，但到任後因遭抵制形同虛設。
1622年6月23日，荷蘭再次組織編隊艦隊進攻澳門，6月24日被葡軍成功擊退，後該日被定為澳門「城市日」。荷蘭未能佔領澳門，後改為佔領台南等地。直至1623年，西班牙任命馬士加路也為澳督，並到澳門正式就職，由於最初只負責澳門防務，因此其官邸設於大炮台。1640年當葡萄牙擺脫西班牙統治後，因澳門在西班牙統治葡萄牙時期(1580年至1640年)，依舊懸掛葡萄牙旗幟，於是獲授「天主聖名之城」（Cidade do Nome de Deus）稱號，又稱「英雄城」。
1644年明朝滅亡，清政府沿用明制，繼續行使在澳門的主權和治權。1685年成立粵海關，執行在澳門的關稅主權。1743年發生澳門葡萄牙人殺害中國商人事件，1748年又有另一名中國人遇害。次年（1749年）清政府制定了治澳法令《澳夷善後事宜條議》十二條，要求葡方嚴格遵守。

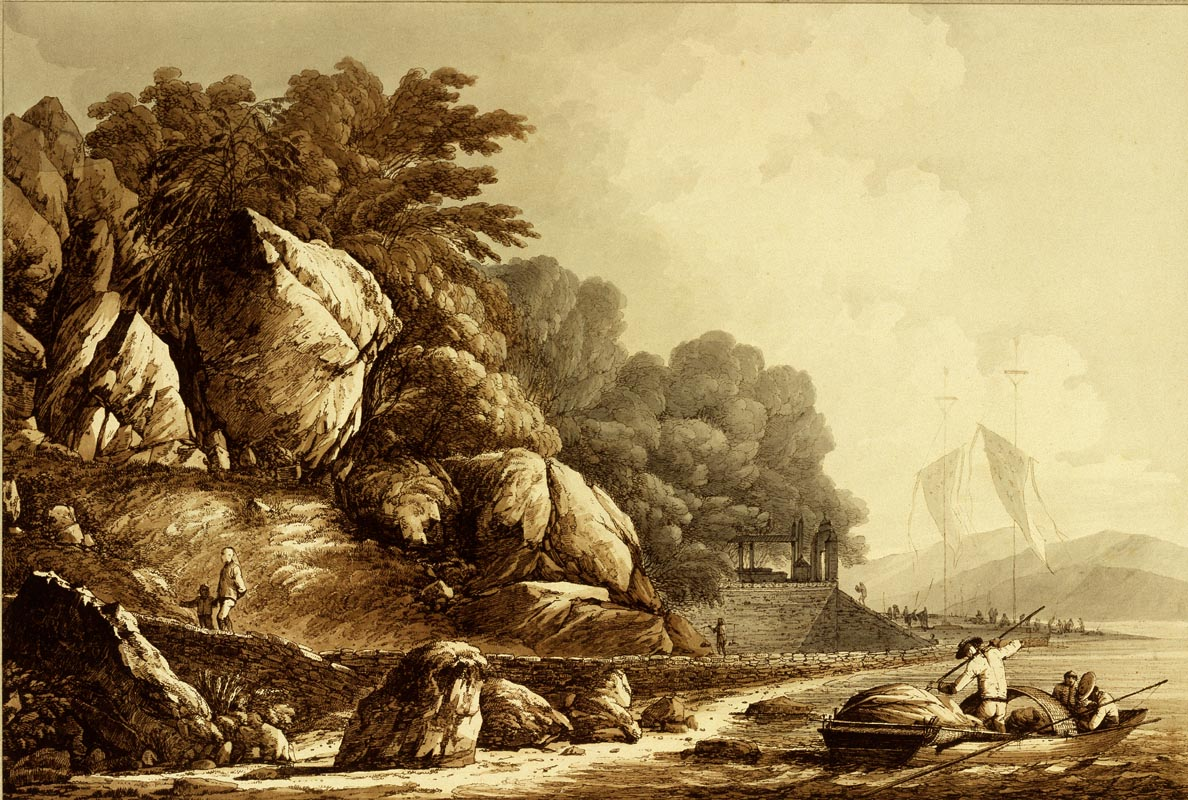
畫家筆下1788年的媽閣廟與內港

1783年4月4日葡萄牙海事暨海外部部長以葡萄牙女王名義發佈《王室制誥》後，議事會逐漸失去其大部分權力，而作為葡萄牙國家代表的澳門總督的權力則不斷擴充膨脹。

### 完全佔據及擴張時期
1802年英國同樣欲取得澳門為根據地，派艦隊進攻，但亦失敗，改為向香港打主意。 1840年，第一次鴉片戰爭爆發之後，英國戰船駛至澳門關閘，強行登陸，香山的清朝駐軍曾作勉強抵抗。 1842年清政府與英國簽訂《南京條約》割讓香港島，完全暴露清政府弱點，葡萄牙派代表與清朝欽差大臣愛新覺羅耆英談判，要求豁免地租銀，可享有條約中五口通商權利，葡萄牙軍隊可以駐防澳門半島。可是到最後除了五口通商外，其它要求一一被拒，繼續維護大清帝國在澳門的主權。為了與1841年成為自由港的香港競爭，1845年11月20日，葡萄牙女王瑪麗亞二世單方面宣佈澳門為自由港，除容許外國商船停泊進行貿易活動外，更拒絕向清朝政府繳付地租銀。 1846年4月萄牙派駐澳門的澳督亞馬留上任後，隨即推行一系列殖民統治政策。 1846年5月，亞馬留宣佈對澳門華籍居民徵收地租、人頭稅和不動產稅，把衹對葡萄牙居民實行的統治權，擴大到華籍居民，又下令所有停泊在澳門的大清帝國船隻都對向理船廳登記交稅。當時，關閘與半島中段的城牆之間是「中間地帶」，分佈著葡人教堂與七座華人村莊，都屬香山縣管轄。其後從1849年開始，亞馬留更停止向清政府繳付地租銀，並限令大清帝國海關撤出澳門，又派兵入侵望廈村，強迫村民搬遷祖宗墳墓，服從的付洋銀，不服從的挖掘後把骸骨投入海中。1849年8月22日，亞馬留因為修築從澳門到關閘的公路，毀壞當地居民的祖墳、農田，被龍田村的村民沈志亮等七人刺殺，史稱“亞馬留事件”。 23日葡萄牙方面向兩廣總督徐廣縉抗議這是清朝當局策劃或支持的暗殺，24日徐廣縉調兵應變，澳葡當局認為清軍將進攻澳門，決定佔領澳門半島與中國大陸連島沙堤的要衝關閘以保衛澳門，英法美等國表示支持。8月25日，澳葡當局佔領已被清軍棄守的關閘，拉塔石砲台清軍開砲將關閘轟毀，隨後170名葡軍攜炮4門，攻擊拉塔石砲台。守台清軍400餘名開砲，在傷亡100多人後被迫於當天北撤到前山寨，砲台為葡軍佔領，史稱「拉塔石砲台之戰」或關閘事件。同期，清政府駐澳門的海關和香山縣丞衙門也被迫撤出，清政府對澳門的主權一步步喪失了。澳葡當局卻開始了對香山縣“近佔七村、遠控三島”的蠶食行動。1851年，葡萄牙佔領氹仔。1864年，葡萄牙再佔領路環。同時，澳葡政府着力通過街名來紀念那些屬於其體制內的政治人物，以此塑造出葡萄牙管治澳門的政治圖景。歷史學者關俊雄通過空間分析，發現以同一位澳督命名的街道，都呈着一種明顯的規律分佈，即只要位於同一個地理單元，即澳門半島、氹仔或路環，這些街道都會集中分佈。唯獨以亞馬留命名的街道，不僅有悖於聚集性規律，更是達到另一個極端，表現出高度的分散性，分別座落於澳門半島的東、南、北和中心區域，反映澳葡政府有意識的規劃，是在空間話語權上把整個澳門“亞馬留化”、“澳督化”，以至“殖民化”的重要舉措。1868年葡萄牙宣佈在澳門擁有3英里領海。1871年10月31日，由賈華玉少尉主持工程的關閘拱門於古關閘城樓以北建成，拱門砌以六塊石板，上面 鐫刻着如下日期：“22 AGOSTO 1849”、“25 AGOSTO 1849”、“22 AGOSTO 1870”、“31 OUTUBRO 1871”，分別是亞馬留遇刺、美士基打率兵攻擊關閘、關閘拱門始建及建成日期。首兩個事件是關閘拱門的紀念事件的時間性指標， 後兩個是拱門建設中的時間性指標，其中，關閘拱門的始建正是在亞馬留遇刺二十一週年當天，可見在拱門的建設之時間性中也蘊涵着意象性指向，取代了明清政府古關閘城樓的管治地位，作為今後澳葡的集體記憶使當前葡治印象合理化。1879年佔龍田。 1883年，葡萄牙再佔領望廈、青洲。1887年，清政府與葡萄牙先後簽訂《中葡會議草約》和《中葡和好通商條約》，條約列明清政府允許葡萄牙「永居、管理澳門」，但未經清政府同意葡萄牙永不得將澳門讓與他國。1890年正式佔領青洲。1895年派兵佔據大橫琴島、小橫琴島，1897年拆毀兵營退出。
1908年底中國駐法公使劉式訓前往里斯本，同葡萄牙政府商談澳門劃界問題。 1909年2月中葡雙方達成協議決定派員查勘澳門界址。葡屬東非殖民總督馬沙鐸為葡方談判代表，中法雲南交涉使高而謙為中方代表。 1909年7月1日中葡談判在香港正式開始。葡方在第一次會議上提出了索地要求，他聲稱澳門包括：一、澳門半島，由媽閣直至關閘；二、海島包括對面山（即灣仔、銀坑、南屏、北山等28鄉）、青洲、氹仔、路環、大橫琴島、小橫琴島、馬騮洲等島嶼；三、領水則為以上陸地及海島附近之水路；四、關閘至北山嶺為“局外地”。按照這個劃界方案，葡萄牙新擴佔的領土將比原租居地面積大30倍之多。 高而謙同意“割棄澳門半島（由媽閣至關閘），以及青洲、氹仔、路環等地，附近內河和海面由中葡共管”。但葡萄牙堅持索取對面山和大小橫琴島，以及控制全部水界。香山縣勘界維持會通過《聯力九十八鄉民團章程》，宣布成立民團，武裝抗擊澳葡保衛家鄉。第九次會議破裂。 1910至1911年間，澳門先後發生了路環血案和浚海交涉兩大事件。
1910年7月，一些天主教徒被擄至路環，葡萄牙派兵進攻。島民三次打退葡軍進攻，並奪回葡萄牙在島上的砲台。8月4日葡軍增調軍艦，傾其全力在島上登陸，“村民數百家慘遭鋒鏑以死”。村民撤退乘坐的漁船亦被葡艦追逐擊沉，38人葬身魚腹。1910年10月5日，葡萄牙王國被推翻，葡萄牙第一共和國建立。
1922年發生了捷成事件，澳葡政府宣佈軍隊可任意開槍、捕人和強迫店舖供應貨物，宣佈68個工會為非法團體，使當時澳門人口由不足十萬人一度減少至只有兩萬餘人，雖然隨後幾年大部份居民逐漸回流澳門，但澳門工運仍然受滯達20年。
1927年，在國聯日內瓦鴉片會議上，葡萄牙政府承諾對於澳門的洋藥貿易施行較嚴厲的監察。澳門鴉片專賣期滿後，葡澳當局於1927年7月1日將澳門製造藥膏及專賣各事改由政府專營。 1931年7月25日，澳葡總督阿爾·巴爾博札簽署行政命令並作行政立法，撤銷鴉片專理局局長一職，其職權改由經濟局稽查員負責。

葡屬澳門徽章(1935-1951)

1937年，抗日戰爭爆發，大量中國內地難民湧入，各界紛紛發起救濟行動，青年人返回內地參與抗日戰事。澳門政府初期對民間抗日運動採取較寬容態度。其後日軍將領在澳門設置情報機關並縱容漢奸囤積物資，欺壓百姓。1939年，基於日本在葡萄牙設有機關收集歐洲情報，當時葡萄牙第二共和國是卡爾莫納和薩拉查為主軍政府控制，外交是親意大利和德國軸心國，意大利和德國是日本政府的軸心國盟友，日本不可能與意大利和德國開戰，而且澳門本身的戰略意義不大，其淺水的地理環境使到日軍的大型軍艦根本無法停泊，所以葡萄牙政府與日本當局於澳門簽訂協議，日軍不入侵澳門（當時同為葡萄牙屬地的東帝汶卻遭日軍佔領）。與此同時，澳門政府審查新聞紙內容，刪改對日軍不利的消息，亦不能使用「日寇」等蔑稱。及至香港淪陷，不少香港居民逃到澳門，人口從十五萬急增至約五十萬，日軍封鎖對中國海路運輸，同時大量套購糧食，導致澳門物資短缺，米價漲至每擔（60千克）800元，路有餓殍。後得鏡湖醫院和同善堂賑濟居民，饑荒才稍為紓緩。第二次世界大戰時，澳門成為華南唯一中立港口和日本保護地，金銀投機活躍，大官富商赴澳門賭博、享樂，帶來短暫旺盛經濟。 

### 抗日战争胜利前后收复澳门的谋划与放弃
1943年7月，外交部长宋子文出访欧美时经停葡萄牙首都里斯本，葡萄牙外交部代表试探询及中方对战后处理澳门问题持何种态度，宋子文答复：“国民政府收回的领土是指满洲、台湾和九龙，并无收回香港和澳门的打算，因为认识到澳门是葡萄牙的殖民地。”1944年2月21日驻葡公使张谦向外交部发回建议战后收回澳门的报告：“葡萄牙早已失去海外殖民力量，仅依仗英国来支撑其远东利益，葡国在远东也无实力保持澳门的中立，自然无履行中立能力，为此招致中国受政治军事上的无限损失，为国防计，应予收回。”葡国依赖殖民地供养，故此对殖民地不会轻易放弃；并提出了解决澳门问题的积极办法和消极办法。
1944年8月，经事先与澳门当局联系。中共中山义勇大队大队长欧初派代表到澳门，与澳门总督的代表、政治部秘书慕拉士会见，双方达成合作协议，义勇大队帮助澳门当局维持澳门及其外围的治安，澳门当局同意义勇大队秘密在澳募捐，购买子弹、医药及电台等。
1944年10月广东省政府主席李汉魂向国民党中央提出：“澳门在葡人统治下色情赌博和毒品充斥全市，危害华侨甚巨，是中国的重大耻辱，必须收复，基于战时葡萄牙的中立国地位，澳门问题若战后处理必感困难。”“在华南发动反攻之期，乘澳门兵力薄弱，以镇压变乱保护侨民和追击敌伪为由，进攻澳门，以造成即定事实，然后以外交手段与葡交涉。”10月19日，军令部长徐永昌发出指示：“奉上级命着李汉魂研究在发动华南反攻时乘澳门兵力薄弱，以镇压变乱保侨为名，占领澳门。”10月27日，军事委员会委员长侍从室发出蒋介石给外交部的指示：“命研究占领澳门事”。11月4日外交部举行内部会议讨论澳门问题，然后向国民党中央报告：“查依照1887年中葡条约，澳门系由我国准葡永驻管理，惟不得转让于他国，故澳门之地位特殊，既非割让地，亦与普通租借地或租界不同，我于战后要求交还，固可援引各国交还租借地界之先例，惟事实上将视我要求英国交还香港九龙之结果而定。英若交还香港九龙，则葡之交还澳门始不成问题。”1945年1月4日国民政府军事委员会电令李汉魂：“（1）日军退入澳门即占领之；（2）搜集澳门政府接济日军情报以为占领之依据。”
1945年8月14日，日本宣布无条件投降。8月20日，中国驻葡公使张谦要求葡萄牙政府放弃在华的领事裁判权。8月31日，外交部欧洲司拟就处理澳门问题方略，不同形势下考虑选择四种对策，指出“此次战事期间日人封锁澳门，所有澳门界内物资悉资敌用，并有以澳门军火售与日人情事，显因葡政府无实力保持中立，致我国无限损失”，当时“ 在社会上，澳门在远东以烟、赌、娼三大恶事名闻全世，且为歹人流徙逃薮之处。我不收回，邻近各地治安难靖。”9月，国民政府外交部电饬驻葡公使，向葡国政府表达收回澳门的意愿。9月，中国驻葡公使张谦致电外交部主张收回澳门：

中国急欲收回澳门，原因为：

1、治外法权取消后，外人在我全境内可以旅行、居住、经商，葡方无再保留澳门之必要。

2、澳门虽与一般租借地有别，但有碍中国主权统一。

3、法国现已交还广州湾，葡交还澳门不应再缓。

4、中日战争期间，澳门曾为日方使用，致使中国蒙受重大损失。

仰根据以上理由与葡方交涉。

1945年9月9日外交部长王世杰抵达伦敦出席苏美英中法五国外长会议，9月23日与中国驻英大使顾维钧会面时表示：“希望中国能收回澳门。委员长曾指示他在外长会议上提出这个问题”。顾维钧不赞成采取稍微激烈的行动，而主张以极其谨慎小心的态度处理。1945年9月27日，国民政府行政院秘书处奉蒋介石指示在致外交部的公函中提出，根据1930年4月收复威海卫和1945年8月法国交还广州湾等租借地的经验，以及澳门地区几个世纪以来殖民统治的历史和政治、经济现状，收复后的澳门应设立为与省同级的特别市，直属行政院。
率陆军第二方面军到广州受降后就任广州行营主任的张发奎主张对港澳采取强硬态度，理由是“美国为扩张其太平洋势力范围，必须排斥英国在远东的势力，因而它也不愿意英国占据香港，如果我们对香港发生了事件，美国暗中一定高兴，决不会出面来支持香港。英国此时如无美国的支持，当不敢单独对我们有所动作，因此，我们对香港的任何地方纠纷，都不致酿成为国际的争端。”10月初，澳葡当局不派人拜会广州行营，并对查封日伪物资与引渡汉奸之事置之不理，张发奎令国民党中央委员、中山县长张惠长及驻军第六十四军第159师师长刘绍武策动澳门及中山各界提出收回澳门的口号，进行反葡澳政府的活动。屈仁则为支部长的国民党澳门支部又在澳门境内发动集会、游行，反对葡萄牙继续统治澳门。澳葡当局以维持社会治安为名，关闭了前山一带边境的出入口，限制内地人民进入澳门，禁止澳门居民集会宣传。严厉取缔澳门居民的反葡活动。1945年10月6日，葡总理薩拉查在里斯本发表战后文告，阐述葡萄牙在二次大战时的立场，其中最重要者为公开了葡在1943年曾与英国签订密约，将阿速尔群岛租给英国充当海军基地，英国则承诺在战后维护葡萄牙在远东的利益。日伪在澳门的特务头子黄公杰于1945年10月率部下数百人向中共珠江纵队投降，澳葡政府要求将黄移交澳门公审，因其在战后联系国府“献城”，使澳葡当局深为痛恨。广东区委书记尹林平专门打电报向中央请示，中共中央同意，珠江纵队允许澳葡当局“以重金”将黄公杰“赎回”。11月中旬张发奎致电蒋介石：“查收复澳门曾迭具申意见电请核示在案，窃以收复澳门不仅关系国土主权，其于目前之地方治安与惩办奸党、收回物资诸事尤为刻不容缓之事，盖澳门向为烟赌盗匪之薮，自日军投降以来，而一般汉奸及日本间谋罪犯暨日军般舰物资均先后逃匿该处，奸匪更以为据点，设立电台，组织策动机关，葡方均为之掩护，虽迭经交涉，抗不引渡，苟不予以有效办法迅速处理，诚恐任其滋蔓，则噬脐莫及。职以重寄南疆，对此瓯脱之区，兹日不为心忧思虑，冀其早日收回，以杜祸患而靖地方，谨再电呈，伏乞核示。”广州行营“一方面利用当时有日本人数名匿居澳门之情报，向澳门政府提出备忘录，要求将该日人立即交出，否则中国军队保留有进入澳门搜捕日犯之行动自由，并声明如因此引起之任何后果，概由澳门政府负责。同时制造有日俘数十名潜逃澳门，现为澳门政府所庇护等事实，以扩大事件之严重性”，11月20日张发奎命令驻中山的师长刘绍武派出该师的陈庆斌团率炮兵一营进驻前山边境，对澳门实施边境封锁，禁止一切商品出口，包括澳门每日依赖中山供给的牲畜、肉类和蔬菜等。陈庆斌团到达指定地点后，立即宣布“准备要收复澳门，故先行对澳门封锁，所有人口和物资一律严禁进入澳门”，并派出检查岗哨分别在水陆两路盘查，往来澳门的客轮，渔船及其他船只均禁止开行，中山与澳门两地的交通顿时完全断绝。在前山、拱北等处，炮兵连和迫击炮连奉命分别实施飞越澳门地区上空的炮火夜间射击。澳门一时秩序大乱，食品价格猛涨，其中米价上涨一倍，蔬菜价格上涨三四倍，工业品如布匹等价格却大跌，市面萧条，人心惶惶24日，王世杰在致蒋介石的密函中称“收回澳门时机尚未成熟”，建议“暂缓处理”。12月1日蒋介石致电王世杰：“对外交部长11月24日……所呈意见准照办理，并电知张发奎。”澳门政府除通过外交部驻澳专员唐榴进行斡旋外，并由驻华代办和葡萄牙外交部向国民政府进行交涉。11月24日葡外交部约见中国驻华公使张谦，约谈澳门被封锁之事。12月20日，外交部致电军令部称：“我对澳门政策，以目前内外政情尚未安定，认为收回该地时机尚未成熟，对澳门所发生之事件，决定暂以外交方式向葡交涉，封锁澳门现时似无必要。除经将上述意见节呈委座请示外……特电请查以核办。”这一意见又为蒋介石所接受。12月22日，蒋介石指示：“即电何应钦总司令饬知张发奎转饬所属勿对澳门封锁，倘澳门政府有庇护奸匪或敌伪情事，即由外交部严厉交涉。”军令部于28日将此项指示通报了外交部。广州行营在接到命令后撤消了对澳门的武装封锁。12月26日，内地恢复了对澳门食品供应，历时一月余的封锁事件宣告结束。
1946年5月28日，澳門政府頒佈第933號法令，正式宣佈澳門“徹底根除鴉片”。所有煙館全部被取締、封閉。澳門政府對吸毒、販毒者採取嚴刑處分，檢獲毒品與煙具均一律充公，由公物保管處保管，定期銷毀。至此，澳門成為遠東最後一個正式禁止鴉片買賣的地區。
1947年4月1日，中葡两国就葡萄牙取消在华领事裁判权和放弃在上海、厦门等公共租界的特权等事项换文，但这份换文对中葡之间最重要的澳门问题却只字未提。

## 1949年后与中国大陆关系
1949年中华人民共和国建立后，由于朝鲜战争，1951年2月1日第五届联合国大会《关于中国干涉朝鲜》的498号决议案，对中国实行战略物资禁运。美国商务部在1950年12月2日宣布运往中国大陆的一切货物均需要有许可证，即全面禁运。英国作为朝鲜战争参战国，在香港厉行对华禁运。因此，葡澳当局统治能力薄弱的澳门成了中国大陆打破禁运的窗口。澳葡当局在这种有利背景下，1952年7月25日在澳门与珠海交界关闸发生军事冲突事件。这是中华人民共和国成立后中国人民解放军（公安边防部队）首次与外国军队发生边界冲突。
1955年，葡萄牙当局纪念澳门开埠400周年系列庆祝活动。建立「中葡友誼四百周年紀念碑」，举行澳门总督升像礼，葡萄牙政府宣布将澳门改为葡萄牙的“澳门海外省”，隶属葡萄牙海外部。1955年7月颁布了《澳门海外省组织法》。1955年10月26日，《人民日报》以《警告澳门葡萄牙当局》为题发表评论员文章称：“澳门是中国领土，中国人民从来没有忘记澳门，也从来没有忘记他们有权利要求从葡萄牙手中收回自己的这块领土。”

### 葡方開發時期
1961年，葡萄牙海外部確定澳門為旅游區，特准設賭，認為此舉對澳門經濟的發展能起促進作用。同年澳葡政府頒佈《承投賭博娛樂章程》，由此將澳門博彩業合法化。不過在這段時間，澳葡政府亦未與澳門華人改善關係，華人社群與葡人社群的張力不斷提升，形成表面上導火線，終在1966年12月3日發生重要的一二三事件，但該事件實際上與中國的文化大革命存在直接關係，類同於幾個月後在香港發生的六七暴動。交通方面，在1974年澳門首條陸路連接建設──澳氹大橋落成啟用，將氹仔島與澳門半島連繫起來。

### 葡萄牙革命後
1974年4月25日，葡萄牙國內的極右政權被推翻，新政府承認澳門不是殖民地，是中國的領土。1975年12月31日，葡萄牙將最後一批駐澳門軍隊撤離澳門。1976年2月17日，葡萄牙以第1/76號法律形式頒佈《澳門組織章程》，為葡治澳門的憲制文件，承認澳門是葡萄牙管治下的中國領土。1979年2月8日，葡萄牙更進一步與中華人民共和國建交。中葡雙方共同肯定澳門是中國領土，葡方更定義澳門為「葡萄牙管治的中國領土」，至於歸還時間與細節將在適當時間由兩國政府以談判解決。1984年11月，中國派出國家主席李先念訪問葡萄牙，與葡萄牙總統埃亞內斯會面交換對澳門問題的意見。1985年5月葡萄牙總統訪問中國，與時任中央軍委主席鄧小平會晤，同表友好地解決澳門問題。1986年5月20日，中國與葡萄牙政府正式發佈新聞公報，宣佈6月30日在北京展開澳門問題的談判，解決澳門問題。

### 澳門回歸過渡期

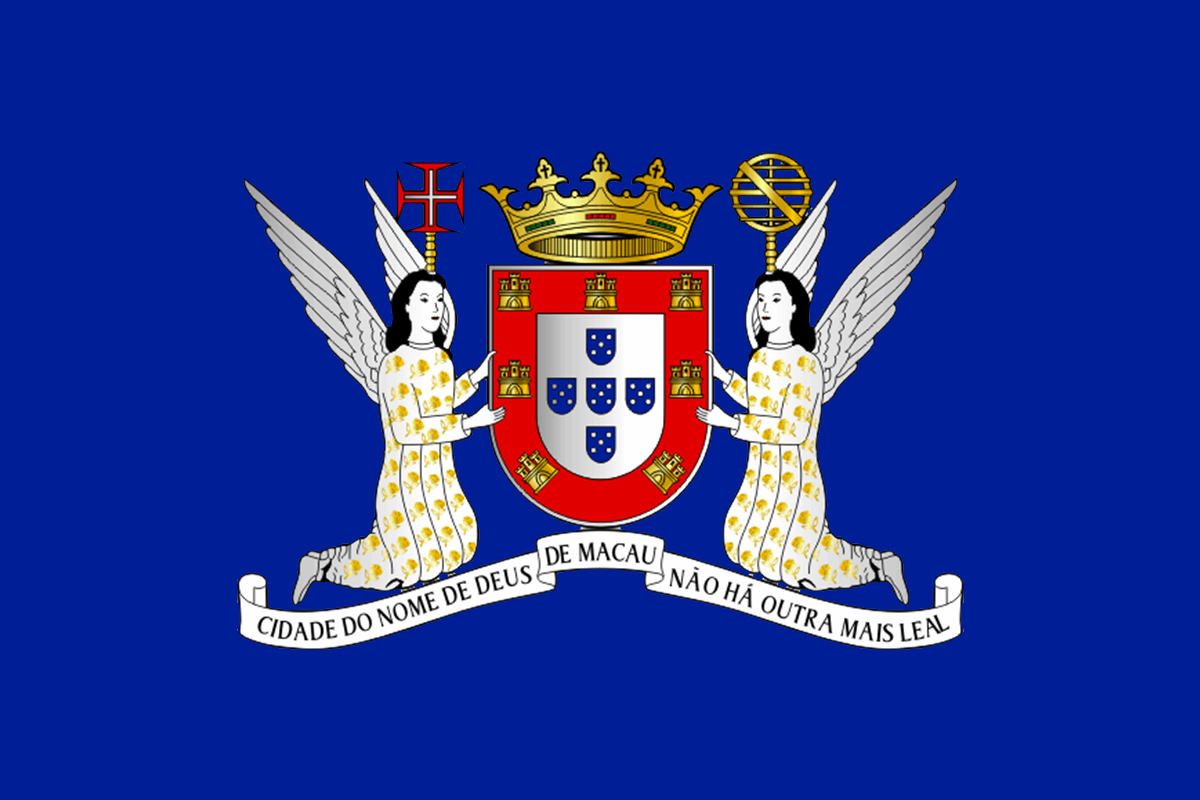
澳门市政厅(1990年－1999年)

1987年4月13日，中葡兩國政府正式簽署《中葡聯合聲明》。1987年，中葡兩國各在各自政府內取得《中葡聯合聲明》的批准。中葡兩國政府終於在1988年1月15日互換批准書，《中葡聯合聲明》正式生效。在此過渡期間，澳葡政府實行公務員本地化，並宣佈把中文成為官方語言。1993年3月31日，中華人民共和國第八屆全國人民代表大會於北京通過《澳門特別行政區基本法》（共九章145條目、另加三附件），並由時任中共中央總書記兼中國國家主席江澤民頒佈。
1989年1月初，澳葡政府宣佈在10和11日為18歲以下的無證青少年進行身份識別登記，1月13日由治安警察廳派員到各學校為曾於1986年和1988年接受調查的無證學生登記，龍的行動正式展開。至1990年3月27日，澳門保安部隊宣佈發證給在1989年獲登記無證青少年的無證父母；但消息傳出後惹來大批無證者不滿，原因是簽發範圍未覆蓋到自己，故自發性上街示威，並演變為警民衝突及發生踐踏事故。其後當局於3月29日正式開始為無證者登記，獲登記的人數有四萬多人。其後，當局對已登記者進行資格甄別，符合資格者將獲發臨時逗留證。1996年7月22日，澳門身份證明司為所有持有效臨時逗留證者發出澳門永久性居民身份證，龍的行動至此暫告一段落。
1989年4月，中國爆發學運與大規模示威，澳門社會也爆發大規模的遊行、請願與示威活動，聲援北京的學生。隨著六四事件的發生，澳門民主派逐漸形成。
1996-1999年期間，尹國駒帶領的澳門14K與規模較小的社團和安樂（水房）出現劇烈鬥爭，造成多人死傷。1998年5月1日，澳葡政府司法警察司司長白德安之座駕被炸，尹國駒被指涉案；同日晚上，白德安高調到葡京酒店親自拘捕尹國駒，尹被控涉嫌與多宗幫派毆鬥、血案、槍擊、恐嚇等案件有關。1999年，澳門法院裁定參與黑社會、放高利貸、洗黑錢、擁有軍火、非法賭博等罪名成立，判囚15年，後經上訴減刑至13年10個月，期間囚禁於澳門監獄（前稱路環監獄）內一所高度設防之獨立倉。
1999年12月19日下午，第127任澳門總督韋奇立於總督府進行降旗儀式，這為整個主權移交儀式拉開了序幕。到子夜12時前，中共中央總書記兼中國國家主席江澤民與葡萄牙總統桑帕約分別代表雙方政府主持主權移交儀式。在2,500位中外來賓的見證下，葡萄牙國旗及澳門旗緩緩降下；而中華人民共和國國旗和澳門特別行政區區旗在子夜12時整徐徐上升，主權移交儀式順利完成。

## 澳門特別行政區時期

### 主權移交中華人民共和國
1999年12月20日到午夜一時半，中華人民共和國澳門特別行政區政府成立暨宣誓儀式在中國國務院總理朱鎔基的監誓下進行，首任澳門特別行政區行政長官何厚鏵與新政府成員一同宣誓效忠澳門特別行政區政府及中華人民共和國政府。

#### 何厚鏵政府
自澳門特別行政區成立之後，澳門經濟強勢增長。由於幸運博彩經營權自2002年4月起結束專營制度，各行各業都受惠於博彩旅遊業，帶動建築業、服務性行業、餐飲業和保險業也有增長。另外，中國政府於2003年實施的港澳個人遊、內地與港澳關於建立更緊密經貿關係的安排政策和2005年被列入世界文化遺產的澳門歷史城區等事件，都對澳門持續發展帶來積極影響。同時期大量福建人透過婚姻，投資，超齡子女等各方面移民澳門，政府更為在澳閩南人提供優待條件。造成澳門新移入人口過半都是閩南人的局面。
2005年起，澳門連續三年主辦大型運動會：東亞運動會、亞洲室內運動會和葡語系運動會；2006年審計署公布審計報吿揭發東亞運工程嚴重超支，引起各界關注。
在2006年澳門勞動節遊行，由於引入大量內地外勞引起的失業等的社會問題沒有解決，各行各業失業人士於三角花園組成5000人遊行，催促澳門政府落實保障本地人就業和減少外勞，澳門政府其後沒有理會遊行人士請求到要求政府總部，遞交公開信並指派防暴警察到場進行鎮壓，期間多名警員使用胡椒噴霧噴射，數人被噴中要洗眼。示威者則以雞蛋投擲還擊，警方更出動水炮車戒備其後一名第壹警司處便裝警員向天鳴槍5響示警。在距離開槍現場約300多米處，一名騎摩托車的男子在駛過時被流彈擊中受傷，被送往醫院搶救後情況穩定。
2006年12月澳門五大司長之一的運輸工務司司長歐文龍被廉署檢舉，指涉嫌嚴重貪污，案件在2007年11月開審，至2008年1月底正式宣判，主審法官岑浩輝，用了近兩句鐘宣讀判詞，狠批歐文龍，案中涉及的項目，大多變成豆腐渣工程。如澳門蛋興建費嚴重超支八成，事後更出現嚴重沉降。而關閘邊境大樓有滲水、短路等問題。西灣大橋工程更先後發生6次工業事故，導致4名工人死亡。自2005年大橋通車後，其設計亦受到爭議，經常因橋面凹凸不平而發生致命車禍。更令人震驚，單是受賄現金已達2.5億澳門元，其後被判57項受賄及洗黑錢等罪名成立，重囚27年及罰款24萬澳門元。案中的六億賄款去向不明，三名關鍵人物，包括歐妻陳明瑛、「澳門建築大王」何明輝及另一建築商陳東生等，至今仍然失蹤，不排除有人為逃避追查，早已將大部分資產暗中調動到海外。華人置業前主席劉鑾雄與南華前足主羅傑承，亦因行賄澳門前運輸工務司司長歐文龍以及清洗黑錢罪成，其中劉鑾雄被澳門法院於2014年判處入獄5年零3個月；然而劉及羅一直缺席聆訊，而港澳兩地至今沒有引渡條約，故未服刑。至2012年5月31日，歐文龍案全部審結，總刑期加刑至29年。
2007年，社會問題仍沒有解決，再加上歐文龍貪污案，引發起更多的不滿。在2007年澳門勞動節遊行中，示威人士與警員爆發激烈衝突，其中因警員開槍事件更引起了國際傳媒關注。
2008年，澳門政府推出現金分享計劃，永久性居民獲發五千澳門元，非永久性居民獲發三千澳門元；此計劃延續至今，金額亦調整為永久性居民獲發一萬元，非永久性居民獲發六千元。
2008年，澳門教青局推出中國官方人民教育出版社編寫的「道德與公民」等各種內地教材，全澳超過一半學校已採用。而且透過各種政策、巨額資助，政府政策改為去葡換中，政府更宣揚「愛國愛澳」等口號，標語。
2008年10月22日，政府推出維護國家安全法，即基本法23條立法，由澳門行政長官何厚鏵介紹特區政府開展《維護國家安全法》的立法工作。2009年1月6日，澳門立法會一般性通過《維護國家安全法》。2月25日獲細則性通過。經行政長官簽署，刊憲後翌日（即2009年3月3日）生效。

#### 崔世安政府
在2010年澳門勞動節遊行中，示威人士在沙梨頭因路線問題與警員爆發激烈衝突。雙方對峙11個小時，直至凌晨。英國廣播公司引述現場消息稱，警民衝突至少造成41人受傷，包括32名警員和2名記者，也有過路者和示威人士受傷。據相關報道稱，澳門失業率已從去年初最高峰3.8%，回落至今年首季的2.9%。專業分析人士稱今次爆發沖突是因為，雖然失業率下跌，但民間不滿當地職位被外地勞工或黑工搶走，心有怨氣。
2014年，特區政府向立法會提交《候任、現任及離任行政長官及主要官員的保障制度》法案，讓行政長官和九名主要官員享有優厚的離任補貼，激起巨大民怨。細則性表決前兩日，約有兩萬人參與「反離補 反特權 大遊行」，是次遊行是澳門特別行政區成立以來最大的遊行，更創下八九民運後最多人遊行的紀錄。5月27日表決當日，立法會大會先否決吳國昌提出的撤回離補法案動議，再一致通過刪除表決的議程，暫緩法案的通過。其後群眾號召場外超過7000人包圍立法會，要求撤回法案。5月29日特首崔世安宣布撤回草案。
2015年12月7日，澳門政府就宣告黑沙環新填海區P地段（海一居樓盤土地）批給失效。隨後過百海一居業主聲稱3,020戶集體控告澳門政府和保利達集團。期間更上演多次沖突，業主代表在海一居原地拉起「無良奸商，嗜血成性」「習大大（習近平）救救我們」標語。
2016年，1月23日受寒流襲澳影響，澳門錄得半世紀以來最低氣溫攝氏1.6度，並首次出現落霰天氣現象。
2016年2月26日，澳門前檢察長何超明在澳門乘直升機去香港時被澳門廉政公署拘捕，案件於2016年12月初開審，何超明被控涉嫌巨額詐騙及濫用職權等1500多項罪名，最終近1070項罪名成立，澳門終審法院判處他單一刑期，入獄21年，何超明聞判後大呼：「是冤案！我無洗黑錢！」。同案商人黃國威、商人麥炎泰、何超明胞兄何超信、何超明妹夫李君本、前檢察院顧問王顯娣、何超明妻子周小芙，六人全部被判有罪，刑期由兩年至14年不等。
2016年12月20日，澳門單牌車可通過取得配額直接進入橫琴島，最初設有額度限制，第一階段的配額數量為400個。一直至2022年8月22日全面放開，取消配額總量限制。
2017年，8月22日下午受颱風天鴿前沿下沉氣流影響，離島監測站（路環九澳）測出攝氏39.0度。8月23日上午，天鴿靠近珠江口前急劇增強並採取較接近澳門路徑，結果釀成自1964年颱風露比後、53年以來的最嚴重風災，引致廣泛破壞。地球物理暨氣象局懸掛自1999年後、澳門回歸及長達18年以來的首次十號風球，更錄得自1952年氣象局成立以來的最低氣壓、最高風速及陣風，分別為945百帕斯卡、132公里每小時及217.4公里每小時，並觸發大型風暴潮，連同其他風暴下的意外事故共造成10死244傷。全澳受珠海供電因風故障影響而停電、繼而停水、停上網、停電話。氣象局局長馮瑞權因預報嚴重失準而自行申請提早退休，全澳政府機構為風災死難者降半旗誌哀，行政長官崔世安為應災不力致歉，並首次請求解放軍駐澳部隊出動救災，總經濟損失達125.45億澳門元。
2018年2月3日，美國傳統基金會發佈全球政府廉潔報告，澳門被評為得36.4分，比中國內地的47.3分還要低，只比菲律賓的34.4分略高。
2019年7月底，澳門政府向立法會提交《修改2019年財政年度財政預算》法案，表明將會從庫房調撥600億元成立「澳投基金」，隨即引起社會爭議，更被認為是「離補法2.0」、「左手交右手」。雖然特首崔世安於8月5日召開記者會宣佈，已要求立法會刪除原訂的議程，但亦引起「刪議程不等於撤回」的質疑。事隔四十多日後，政府發言人辦公室於9月19日發新聞稿，指政府正式根據《議事規則》要求立法會撤回法案。
2019年6月，在坊間，網上盛傳一封署名「政發局工作人員」、題為「舉報政策研究和區域發展局局長米健」的信件，尤其公務員引起熱議。該信件具名指控政策研究和區域發展局局長米健11宗罪，包括涉嫌不經中央招聘直接聘請其博士研究生及親朋戚友到局內工作、撤銷本地人職位、私下嘲笑行政長官、主要官員及其他局長、公款私用、外判研究規避招標、違反《控煙法》等等，促請廉政公署、審計署、檢察院就此進行調查。在網上網民留言說：最終不了了之，澳門就是與別不同的。對政府不會追究問責講出各種冷譏熱諷的說話。11月22日公佈調查結果，米健以各種個人合同直接聘用，跳過公開開考的方式。但廉署強調有犯法，但沒有權力追究。立即引起一陣挪揄，澳門廉署是睇的嗎？（厲害了，澳門廉署）「內地人才就係在內地沒工才跑來澳門」「咩時候內地人變左特權階級排斥本地人」等等。
2018年8月，《明報》報導，澳門當局27日完成討論有關《維護國家安全法》的討論，行政會議建議設立「維護國家安全委員會」，並將於30日後生效。屆時，有關委員會將負責「統籌及協調澳門維護國家主權、安全及發展利益的工作，執行落實有關部署及研判國安形勢」等工作。
2019年11月底，澳門政府實施監控天眼、電話卡實名制。澳門保安司司長黃少澤受訪時表示，將會於明年首季中，試行於50支天眼加入人臉辨識功能。令市民擔心會將所得資料數據交上內地。
2019年12月7日，發生香港美國商會主席早泰娜遭澳門拒絕入境，並被當地入境部門扣留近兩小時，期間並無向她解釋拒絕的原因。據路透社報道，早泰娜為美國公民，本來由香港前往澳門，準備出席香港美國商會於澳門舉行的宴會，惜最後於過境時被入境職員扣留近兩小時，最後被拒入境。早泰娜曾多次就反送中事件表態，近日美國通過《香港人權與民主法案》，有Facebook網民懷疑近來澳門頻繁拒絕民運人士入境，是表態對中國政府的支持和收緊言論自由的表現。
2019年12月10日，澳門輕軌氹仔線正式通車，由澳門行政長官崔世安、運輸工務司司長羅立文主持。澳門輕軌系統氹仔線全長9.3公里，共設11個車站，途經機場、蓮花口岸、路氹西及馬會等車站。澳門輕軌至年底前都是免費乘搭，明年開始正式收費。輕軌由港鐵公司的全資附屬有限公司港鐵（澳門）負責鐵路營運及維護。《澳門日報》報道，輕軌在通車首日就出現故障。事發於大約下午4時，一列開往氹仔碼頭站的列車，在駛至蓮花口岸站時，列車安全監控出現警示，為確保乘車安全，乘客需要中途下車。更有澳門居民表示，「氹仔線」斥資超過100億澳門幣興建，認為列車設施未及香港及其他國家；加上輕軌走線大多途經賭場區，未能真正便利當地居民。故有指明年1月1日起，輕軌開始收費將不會再搭，更形容是「一次起兩次止」，「獻世項目」，「大白象工程」等。

#### 賀一誠政府
2020年1月22日，澳門確診首宗新型冠狀病毒。患者為52歲的武漢女旅客。2月4日澳門政府宣布關閉所有賭場和娛樂場所15天。41間娛樂場並包括電影院、劇院、遊戲機中心、酒吧、網吧、夜總會等同時停運。另外，6間博企、澳門彩票有限公司及馬會亦將暫停對外服務15天。而政府為扶持澳門各中小企行業和減輕市民經濟負擔，舒緩新冠疫情對當地經濟的影響，於5月1日起推出消費補貼計劃（俗稱消費卡），此計劃延續至今，並擴大為電子消費優惠計劃。
中央政府计划在“十四五”规划期间，支持澳门丰富世界旅游休闲中心内涵，支持粤澳合作共建横琴，扩展中国与葡语国家商贸合作服务平台功能，打造以中华文化为主流、多元文化共存的交流合作基地，支持澳门发展中医药研发制造、特色金融、高新技术和会展商贸等产业，促进经济适度多元发展。
2021年8月3日，澳門新增1宗境外移入新型冠狀病毒肺炎個案及3宗境外移入相關之本土個案，同日特區政府宣佈，下午三時三十分起進入即時預防狀態，直至8月10日晚上10時解除。另外，於8月4日上午9時開始啟動為期3天的全民核檢計劃、啟動分區分級精準防控方案以及於翌日（8月5日）起關閉部份娛樂場所等多項措施。
2021年9月24日，一名從外國返回澳門入住醫學觀察酒店作隔離觀察的土耳其籍澳門居民引發當地新一波新冠疫情，其後相繼引發共12名保安及裝修人員感染。為應對疫情，澳門政府宣佈自9月25日零時起，進入即時預防狀態，實施分區分級精準防控方案，9月25日及10月4日，啟動全民核檢計劃，以及停止所有學校面授課程等多項措施長達一個月。慶幸本輪疫情並無導致澳門引發大規模感染，10月15日中午12時解除即時預防狀態，其後公共場所逐漸開放，學校回復面授課程等。本輪疫情同時揭露了醫觀酒店防疫漏洞、黑工泛濫、核檢站安排混亂等問題，引發澳門通實名制、封控措施無定向標準等爭議。
2022年6月18日起，爆發新一輪的嚴重特殊傳染性肺炎聚集性疫情。首名患者為外地僱員，感染源頭至今未明。翌日澳門進入即時預防狀態，其後啟動共14輪核酸檢測計劃以及實施割區分級精準防控方案，並首次引入全民快速抗原檢測以及首次提早結束中小幼教學階段，但因疫情未能及時控制，在社會上出現多條隱形傳播鏈。2022年7月11日至7月23日，更實施「相對靜止管理」措施，暫停所有從事工商業公司和場所營運，包含娛樂場及建築工程。但維持社會必要營運及居民生活所需公司或場所，不會受到影響。除購買民生物資或有緊急需要外，所有在澳人士不能外出。本輪疫情共做成1821人受感染，其中6人死亡，另外亦引發頻密地全民核檢、檢測能力供不應求、封控標準不一等爭議，以及在社會上引發「清零」和「共存」、停工、政府人員問責等問題的議論。
2022年12月20日，廣東省人民政府印發《廣東省關於澳門機動車經港珠澳大橋珠海公路口岸入出內地的管理辦法》，即日起接受「澳車北上」申請，標誌着「澳車北上」政策正式啟動。2023年1月1日0時20分，一輛同時掛有澳港車牌的捷豹私家車經港珠澳大橋珠海公路口岸入境珠海，成為政策實施後入境珠海的首輛澳門單牌車。
2023年1月8日起，澳門恢復與中國大陸、香港及國際正常通關，港澳陸路及海上跨境交通恢復恆常化服務。

## 現代中國及澳門政府歷史教科书争议
2018年，由澳門教育暨青年局和直屬於中華人民共和國教育部，受中華人民共和國教育部和中華人民共和國國家新聞出版廣電總局雙重領導的人民教育出版社合編的澳門最新中國歷史教科書正式出版和使用，在最新人教澳門版中國歷史教科書（高中年級）中，被指有多處錯漏及粉飾太平的成份：
- 教科書中指「澳門回歸以來，社會和諧穩定，不同族群和睦相處，多元文化共同發展。居民實現充分就業，生活水準持續提高，基本養老保障和醫療衛生保健體系全面覆蓋，人均壽命居世界前列……當今的澳門，已基本實現幼有所育，老有所養，病有所醫，學有所教。」然而澳門的高度自治權、普選、住屋、交通、醫療、文化、教育等社會問題皆沒有提及。
- 忽略中國大陸和澳門重大歷史事件，在澳門歷史部份沒有提及葡萄牙人在中國通過勾結中國商人、假冒他國、賄賂官員方能在澳門開展貿易，亦沒有提及澳門黃賭毒行業的歷史，重要事件如捷成事件、1952年的關閘事件等也沒有提及，對於一二三事件也只有一小段略略提及。

2018 年，有報章刊登《人民日報海外版》一篇文章，引述澳門大學一項研究結果顯示，澳門中小學生對國家歷史文化的認知水平達到中上程度；但同時在坊間和網上引起各項爭議，稱澳門教育改換以普通話教學，教導以中國為主體的歷史。令學童不清楚澳門歷史和語言，造成澳門的學童對澳門歷史格格不入。